# 阿旺松 (阿登省)
阿旺松（法語：Avançon，法語發音：[avɑ̃sɔ̃]）是法国大東部大區阿登省的一个市镇，属于勒泰勒区。

## 地理
阿旺松（49°28'31"N, 4°14'43"E）面积20.99 平方千米，位于法国大東部大區阿登省，该省份为法国北部内陆省份，西接埃纳省，南至马恩省，东临默兹省，北与比利时接壤。
与阿旺松接壤的市镇（或旧市镇、城区）包括：阿西罗芒斯、布朗济拉萨洛奈斯、波尔西安堡、埃纳河畔楠特伊、塔尼翁、泰济。

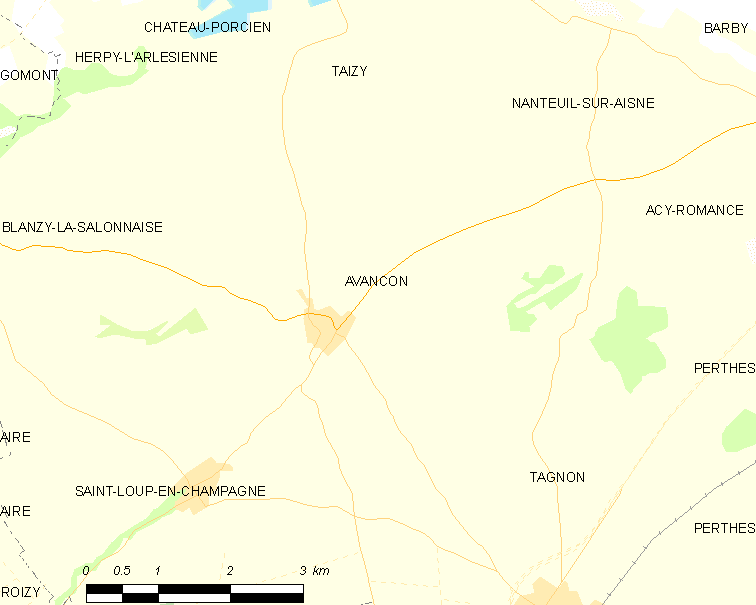
的OSM定位图

阿旺松的时区为UTC+01:00、UTC+02:00（夏令时）。

## 行政
阿旺松的邮政编码为08300，INSEE市镇编码为08038。

## 政治
阿旺松所属的省级选区为波尔西安堡县。

## 人口

1962-2008年间人口变化图示

阿旺松于2022年1月1日时的人口数量为346人。